# Вал (музичка група)
VAL је белоруски дуо бенд основан 2016. године којег чине Валерија Грубисова и Владислав Пашкевич.
2016. године бенд су основали Валерија Грубисова и Вадислав Пашкевич у Минску. Исте године објавњују прве две песме Кто ты есть и Ветер во сне. 2017. године објавњују свој први ЕП под називом В моей комнате.
28. фебруара 2020. бенд је победио на такмичењу Nationalny Otbor са песмом Да відна и тиме постају представници Белорусије на Песми Евровизије 2020. у Ротердаму. 18. марта 2020. Песма Евровизије је отказана због пандемије корона вируса.
Грубисова и Пашкевич су касније подржавали протесте у Белорусији против председника Александра Лукашенка. 24. септембра 2020. VAL је раскинуо споразум са белоруском радио-телевизијом. Убрзо након тога, белоруска радио-телевизија (BTRC) је објавила да VAL неће представљати Белорусију на Песми Евровизије 2021, већ ће бити изабран нови представник. Упркос томе, бенд је у 2020. објавио још две песме: Частницы счастья и Навечна.